# Бой при Омбу
Бой при Омбу (исп. Combate de Ombú) — столкновение, произошедшее во время Войны Тройственного союза 24 сентября 1867 года. В нем парагвайские силы под командованием полковника Валуа Риваролы атаковали бразильский отряд и заставили его отступить.
Колонна союзников численностью в три тысячи человек, сопровождавшая обоз с припасами, заметила то, что выглядело оборванными остатками парагвайского отряда, зигзагом двигавшегося к обозу из болот у Пасо-дель-Омбу, в окрестностях Сан-Солано, недалеко от лагеря Тую-Куе.  Приблизившиеся парагвайцы захватить фургон и несколько мулов. Надеясь перебить непрошеных гостей, бразильцы атаковали пятью батальонами пехоты и тремя полками кавалерии, заставив парагвайцев отступить обратно в болото. Бразильцы последовали за ними, но слишком поздно поняли, что попали в ловушку. Полковник Валуа Риварола устроил замысловатую засаду, отправив два батальона пехоты, чтобы наказать бразильцев, и обстрелял их с близкого расстояния из ружей и ракет «Конгрива». Оказавшись в грязи, солдаты союзников вызвали на помощь свою кавалерию, имевшую великолепных лошадей. 
Бразильцы бросились в атаку на парагвайский полк, чьи «жалкие изможденные лошади едва могли двигаться». Когда бразильская кавалерия, чьи кони вскоре оказались по грудь в воде, подошла в пределах 150 ярдов к парагвайцам, последние галопом контратаковали её. Бразильцы испугались, немедленно повернули коней и поскакали прочь. В результате боя бразильцы отступили, оставив на поле боя около 200 убитых, парагвайцы потеряли только около восьмидесяти убитыми и ранеными.
Столкновение при Омбу было безрезультатным, но, поскольку потери союзников превышали потери солдат Лопеса, он рассматривал бой как зрелищное унижение врага и похвалил полковника Риваролу и его солдат за дерзость.